# Schradera maguirei
Schradera maguirei är en måreväxtart som beskrevs av Julian Alfred Steyermark. Schradera maguirei ingår i släktet Schradera och familjen måreväxter. Inga underarter finns listade i Catalogue of Life.